# 万能青年旅店
万能青年旅店（中国語：万能青年旅店 Wàn néng qīng nián lǚ diàn　英語：Omnipotent Youth Society）は中国のロックバンド。日本語では万能ユースホステルと呼ばれる場合もある。1996年4月結成。

## 概要
バンドの最初期の名前はThe Nico。2002年、万能青年旅店に改名。 2010年11月12日、アルバム『万能青年旅店』を発売。2020年に2ndアルバム『冀西南林路行』をリリース。オーソドックスなロックサウンドにとどまらず、管楽器・弦楽器といったオーケストラの要素も積極的に取り入れ、独自のサウンドを作り上げている。
創作においては、主に董亞千が作曲、姫賡が作詞を行っている。1stアルバム収録の『殺死那個石家荘人（あの石家荘人を殺す）』で高い評価を獲得した。

## メンバー
固定メンバー以外の流動性が非常に高く、公演によって参加するミュージシャンは異なる。ここでは、固定メンバー・主なサポートメンバー・主な旧メンバーについて記載する。

### 固定メンバー[9][10]
董亞千 - リードギター・ボーカル
史立  - トランペット
姫賡 - ベース
馮江 - ドラムス

### 主なサポートメンバー[11]
蘇雷 - ギター・マンドリン
趙路 - サックス
苗政 - サックス
李增輝 - サックス
劉逸斌 - ヴィオラ
劉濶 - ヴァイオリン
鄭皓荣 - ピアノ

### 主な元メンバー
楊友耕 - ドラムス
張培棟 - ドラムス
荀亮 - ドラムス
崔徐東 - ギター
張超 - ドラムス

## ディスコグラフィー

### アルバム
| #  | タイトル                     | 作詞 | 作曲・編曲 |
| -- | ---------------------------- | ---- | ---------- |
| 1. | 「狗尿館」                   |      |            |
| 2. | 「不万能的喜劇」             |      |            |
| 3. | 「揪心的玩笑与漫長的白日夢」 |      |            |
| 4. | 「大石砕胸口」               |      |            |
| 5. | 「洋鳥消夏録」               |      |            |
| 6. | 「秦皇島」                   |      |            |
| 7. | 「十万嬉皮」                 |      |            |
| 8. | 「在這顆行星所有的酒館」     |      |            |
| 9. | 「殺死那個石家荘人」         |      |            |

| #  | タイトル       | 作詞 | 作曲・編曲 |
| -- | -------------- | ---- | ---------- |
| 1. | 「早」         |      |            |
| 2. | 「泥河」       |      |            |
| 3. | 「平等曇霧」   |      |            |
| 4. | 「採石」       |      |            |
| 5. | 「山雀」       |      |            |
| 6. | 「繞越」       |      |            |
| 7. | 「河北墨麒麟」 |      |            |
| 8. | 「郊眠寺」     |      |            |

### EP・シングル
| リリース日    | タイトル           | 解説 |
| ------------- | ------------------ | --- |
| 2006年3月14日 | 废人们都在忙什么？ | のちに1stアルバムにも収録される楽曲「不万能的喜剧」のデモ、および「杀死那个石家庄人」などのライブ音源を収録。 |
| 2013年2月4日  | 烏雲典當記         | 台湾のレーベル「前景娛樂」より発表されたシングル。チリの映画「NO」の中国語版主題歌。                          |

## 来歴
- 1996年　河北省・石家荘市にて、万能青年旅店の前身となるバンド「The Nico」を結成。
- 2002年　バンド名を「万能青年旅店」に改名。
- 2006年　EP「废人们都在忙什么？」を発表。
- 2010年　バンド名と同名のアルバム「万能青年旅店」を発売。
- 2013年　シングル「烏雲典當記」を発表。チリの映画「NO」の中国語版主題歌となる。
- 2016年　親交のあるミュージシャン・小河による、実在の人物をモチーフにしたコンピレーションアルバム「音乐肖像 2015」に、「张洲」という楽曲で参加[14]。
- 2020年　2ndアルバム「冀西南林路行」を発表。発表から21分後には、オンラインでのアルバム売上は5万枚に達した。[15]
- 2021年　ベーシスト・姫賡が、石家荘市によって活動を奨励すべき専門家として選出。[16]

## 主なツアー・公演

### 2007年
6月28日　Snail、Xiaoheと共演（北京・MAO LIVEHOUSE）
10月　モダン・スカイ・ミュージック・フェスティバル（北京・海淀公園）

### 2008年
6月7日　コンサート（北京・D22 CLUB）
6月29日　コンサート（北京・MAO LIVE HOUSE）

### 2011年
4月30日〜5月2日　北京草莓音楽祭
6月11日〜6月12日　西湖音楽祭
7月8日〜7月9日　西安文化遺産公園音楽祭
7月29日〜7月31日　張北草原音楽祭
9月17日　北京黒兎音楽祭
9月18日　上海黒兎音楽祭
9月23日～9月25日　合肥戯石音楽祭
10月1日　広州クリエイティブライフフェスティバル
10月2日〜10月5日　長江草莓音楽祭
10月15日〜10月23日　上海ジャズフェスティバル
10月29日〜10月30日　武漢草莓音楽祭
11月17日　特別公演（北京・Noisey）

### 2012年
3月9日　ユニバーサルユースホステルプラス白夢バンド（特別公演／台北・ザ・ウォール）
3月10日　コンサート（台湾・高雄市大港市）
7月6日〜7月9日　台湾のポストロックバンド・Sweet Plumとのジョイントツアーを開催

### 2013年
5月1日　北京草莓音楽祭
6月10日　武漢草莓音楽祭
6月11日　西安都市森林音楽祭

### 2014年
6月1日　成都草莓音楽祭
9月13日　長沙寿州音楽祭

### 2015年
10月18日　台北圓山ロックテーブル
10月20日〜10月24日　台湾でのツアーを開催

### 2018年
1月13日　石家荘監視員丁友年封印行事
6月30日　嘉義ウェイクアップ音楽祭
9月23日　成都仙人掌音楽祭
12月9日　深セン草莓音楽祭

### 2019年
3月31日　武漢草莓音楽祭
4月26日　上海草莓音楽祭
4月28日　上海草莓音楽祭
5月18日　西安草莓音楽祭
6月16日　濰坊草莓音楽祭
6月22日　長沙市草莓音楽祭

### 2020年
6月13日　JD草莓音楽祭
10月3日　成都草莓音楽祭
10月5日　北京草莓音楽祭

### 2021年
4月3日　南京青空音楽祭
10月17日　山西草莓音楽祭

### 2023年
4月14日〜16日　「冀西南林路行」（特別公演）（石家荘市河北芸術センター）
6月10日　冀西南林路行」（特別公演）（上海メルセデスベンツアリーナ）
11月26日〜27日　「フレンズ・フロム・ジ・イースト」（音楽祭）（ニューヨーク）
12月2日　香港クロッケンフラップ音楽芸術祭

### 2024年
1月20日、ネオン・オアシス・ミュージック・フェスティバル
3月6日 香港スターホールツアー
3月8日 マレーシアZepp KLツアー
3月11日 シンガポール ザ・シアター・ツアー
3月14日、台中レガシーツアー
3月16日 高雄ライブウェアハウスツアー
3月18日～19日 新北Zeppツアー
4月6日 福州草莓音楽祭
4月22日〜24日　日本公演（渋谷リキッドルーム／梅田クラブクアトロ）
12月31日　bilibili年越し音楽会

## エピソード
- 作詞を担当する姫賡は河北師範大学で修士号を取得しており、高学歴のミュージシャンとして知られる。専門は英米文学。その専門を作詞に生かしたという。[19]
- 歌詞に出る人民商場、師範大学附属中学などは、聖地巡礼の場所となっている。

## 受賞歴
第11回中国音楽メディアアワード「ベストバンド」賞、その他計7部門ノミネート、第11回年間音楽チャートアワードでベストロックアルバム、ベストロック新人賞、ベストロックソング賞を受賞。